# Бурья, Абель
Абель Бурья (1752—1816) — немецкий математик и писатель о России.

## Биография
Абель Бурья родился 30 августа 1752 года в Кикебуше.
Получив образование работал учителем математики в берлинской французской гимназии. В 1777 году поступил гувернером в семейство Татищевых, близ Москвы, затем путешествовал вместе со своими воспитанниками по России и Европе и свои впечатления описал в сочинении: «Observations d’un voyageur sur la Russie, la Finlande, la Livonie, la Courlande et la Prusse» (Берлин, 1785; 2-е изд., в Мастрихте, 1787).
С 1787 года он занимал кафедру математики в берлинской военной академии.
Почетный член Петербургской Академии наук c 28 июля 1794 года.
Абель Бурья умер 16 февраля 1816 года в городе Берлине.